# Distrito de Sömmerda
El Distrito de Sömmerda (en alemán: Landkreis Sömmerda) es un Landkreis (distrito rural) ubicado al norte del estado federal de Turingia (Alemania). Los territorios vecinos al norte son el distrito de Kyffhäuser, al este el distrito de Burgenland del estado de Sajonia-Anhalt, al sur el distrito de la Comarca de Weimar y la ciudad independiente (kreisfreie Stadt) de Erfurt así como al oeste el distrito de Gotha y el distrito de Unstrut-Hainich. La capital del distrito recae sobre la ciudad de Sömmerda.

## Composición del distrito
(Habitantes a 30 de junio de 2006)
| 1. Buttstädt (2.652) 2. Gebesee (2.285) 3. Kindelbrück (1.899) 4. Kölleda (5.740) 5. Rastenberg (2.835) 6. Sömmerda (20.710) 7. Weißensee (3.670) | 1. Elxleben, (2.370) 1. Witterda (1.131) |

### Agrupaciones administrativas
| 1. Verwaltungsgemeinschaft An der Marke 1. Eckstedt (598) 2. Markvippach (568) 3. Schloßvippach (1.464) 4. Sprötau (791) 5. Vogelsberg (744) 2.Verwaltungsgemeinschaft Buttstädt 1. Buttstädt, Stadt (2.652) 2. Ellersleben (300) 3. Eßleben-Teutleben (367) 4. Großbrembach (816) 5. Guthmannshausen (891) 6. Hardisleben (623) 7. Kleinbrembach (332) 8. Mannstedt (394) 9. Olbersleben (793) 10. Rudersdorf (382) 3.Verwaltungsgemeinschaft Gera-Aue 1. Andisleben (636) 2. Gebesee, Stadt (2.285) 3. Ringleben (561) 4. Walschleben (1.851) 4. Verwaltungsgemeinschaft Gramme-Aue 1. Alperstedt (721) 2. Großmölsen (262) 3. Großrudestedt (2.047) 4. Kleinmölsen (361) 5. Nöda (840) 6. Ollendorf (452) 7. Udestedt (800) | 5. Verwaltungsgemeinschaft Kindelbrück 1. Bilzingsleben (786) 2. Büchel (255) 3. Frömmstedt (589) 4. Griefstedt (313) 5. Günstedt (814) 6. Herrnschwende (317) 7. Kannawurf (946) 8. Kindelbrück, ciudad (1.899) 9. Riethgen (274) 6. Verwaltungsgemeinschaft Kölleda 1. Beichlingen (600) 2. Großmonra (992) 3. Großneuhausen (770) 4. Kleinneuhausen (446) 5. Kölleda, Stadt (5.740) 6. Ostramondra (577) 7. Schillingstedt (277) 7. Verwaltungsgemeinschaft Straußfurt 1. Gangloffsömmern (1.131) 2. Haßleben (1.071) 3. Henschleben (362) 4. Riethnordhausen (1.073) 5. Schwerstedt (664) 6. Straußfurt (1.889) 7. Werningshausen (729) 8. Wundersleben (747) |